# Сирик, Дмитрий Иванович
Дмитрий Иванович Сирик (1922—1944) — советский офицер-танкист, Герой Советского Союза (1944, посмертно).
23 марта 1944 года танковая рота Т-34 2-го танкового батальона 1-й гвардейской танковой бригады под командованием гвардии старшего лейтенанта Д. И. Сирика ворвалась в город Чортков и при поддержке основных сил бригады освободила город. 1 апреля 1944 года в уличном бою за Станислав (ныне Ивано-Франковск, Украина) Д. И. Сирик направил свою горящую машину на танки противника, в этом бою погиб.

## Биография
Родился 24 октября 1922 года в селе Луки Лубенского района Полтавской области в крестьянской семье. Украинец. Окончил среднюю школу.
В июне 1941 года призван в Красную Армию. В 1942 году окончил Саратовское танковое училище. На фронтах Великой Отечественной войны с июля 1943 года. Воевал на Воронежском и 1-м Украинском фронтах. Член ВКП(б)/КПСС с 1944 года.
В марте 1944 года 1-я гвардейская танковая бригада вела бои по освобождению Западной Украины. Командиру танковой роты 2-го танкового батальона гвардии старшему лейтенанту Д. И. Сирику была поставлена задача форсировать реку и освободить город Чортков Тернопольской области. Было известно, что в районе сёл Сухостав и Яблуневое была организована прочная немецкая оборона, с привлечением большого числа боевой техники и живой силы. Советская пехота дважды безуспешно пыталась форсировать реку.
Танкисты Д. И. Сирика внезапно, под прикрытием тумана, прибыли на исходный рубеж, и в течение 10 минут вся рота переправилась на правый берег. Туман хорошо прикрывал их от огня противника. Через полчаса танки оказались уже в тылу противника и прямой наводкой расстреливали его огневые точки. Проходившая мимо автоколонна противника также была частично уничтожена и рассеяна. Было захвачено большое количество техники. На следующий день танкисты совершили обходной манёвр на запад от Сухостава и Яблонового и отрезали путь к отступлению немецкой колонне, насчитывающей свыше ста автомашин.
Утром 23 марта танкисты выдвинулись к городу Чорткову, последнему крупному узлу сопротивления противника на пути к Днестру и к государственной границе. Для обороны в городе дислоцировался отряд тяжёлых танков. Комбриг В. М. Горелов принял решение завязать отвлекающие бои на восточной окраине города, где противник ожидал наступления, а главными силами ударить с севера.
Танкисты роты Е. А. Костылёва на большой скорости ворвались на восточную окраину, а тем временем машины Сирика, Кульдина, Верёвкина, Сиваша, Мусихина и других спустились с крутого горного склона к северной окраине. В городе началась паника, мост через реку Серет не был взорван. По горящему мосту первым ворвался в город Т-34 А. Н. Дегтярёва. В ходе уличных боёв рота Д. И. Сирика уничтожила семь орудий, шесть танков, два бронетранспортёра с зенитными установками, 50 автомашин, а также около 150 солдат и офицеров. Подошедшие части закрепили победу.
25 марта 1944 года, продолжая преследовать отступающего противника, танковая рота Д. И. Сирика форсировала Днестр у села Устечко Залещицкого района и завязала бои на правом берегу. Затем 1-я гвардейская танковая бригада была передислоцирована на Станислав (ныне Ивано-Франковск, Украина), где старослужащие бригады начали войну.
К вечеру 30 марта танкисты-гвардейцы вышли к южной окраине Станислава, который хорошо оборонялся. В городе размещался штаб армии, его обороняли до 20 тяжёлых танков «Тигр», самоходки, артиллерия и укреплённые огневые точки. Тем не менее, танкисты-гвардейцы атаковали город. Всю ночь 31 марта в Станиславе шли уличные бои. 1 апреля 1944 в ходе боя с двумя «Тиграми» Т-34 Д. И. Сирика был подбит и загорелся. Гвардии старший лейтенант Дмитрий Иванович Сирик направил горящий танк на машины противника.
Указом Президиума Верховного Совета СССР от 26 апреля 1944 года за мужество и героизм, проявленные при форсировании рек Серет и Днестр и удержании плацдарма на их западном берегу гвардии старшему лейтенанту Дмитрию Ивановичу Сирику посмертно присвоено звание Героя Советского Союза.
Похоронен в Ивано-Франковске.

## Награды и звания
- Герой Советского Союза (26 апреля 1944, посмертно);
- орден Ленина (26 апреля 1944, посмертно);
- орден Александра Невского;
- медали.

## Память
- в конце 1940х годов в сельской школе села Вовчик Полтавской области по инициативе учителя географии, фронтовика И. И. Саенко был создан школьный музей (в 1950е годы получивший отдельное здание и статус сельского музея). В этом музее была создана экспозиция, посвящённая жителям села, участвовавшим в Великой Отечественной войне — в том числе, двум погибшим Героям Советского Союза (Д. И. Сирику и В. Ф. Мицику)[3]
- Решением исполкома Ивано-Франковского городского совета № 57 от 7 февраля 1969 года, в связи с 25-летием танкового рейда, именем Д. И. Сирика в Ивано-Франковске названа улица, а также установлена мемориальная доска[1].
- Также его именем названа улица в городе Лубны Полтавской области, на которой установлена мемориальная доска[1].

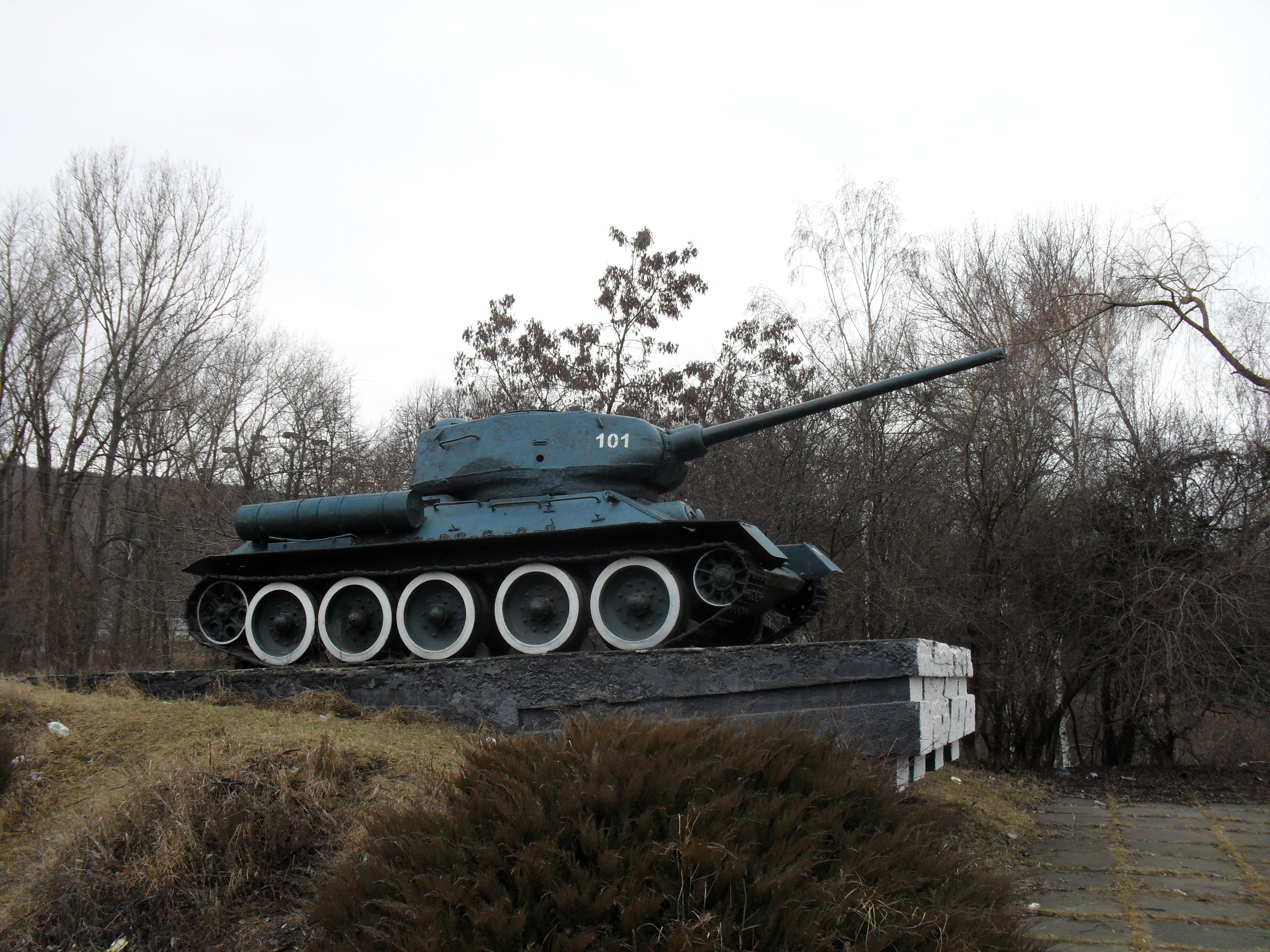
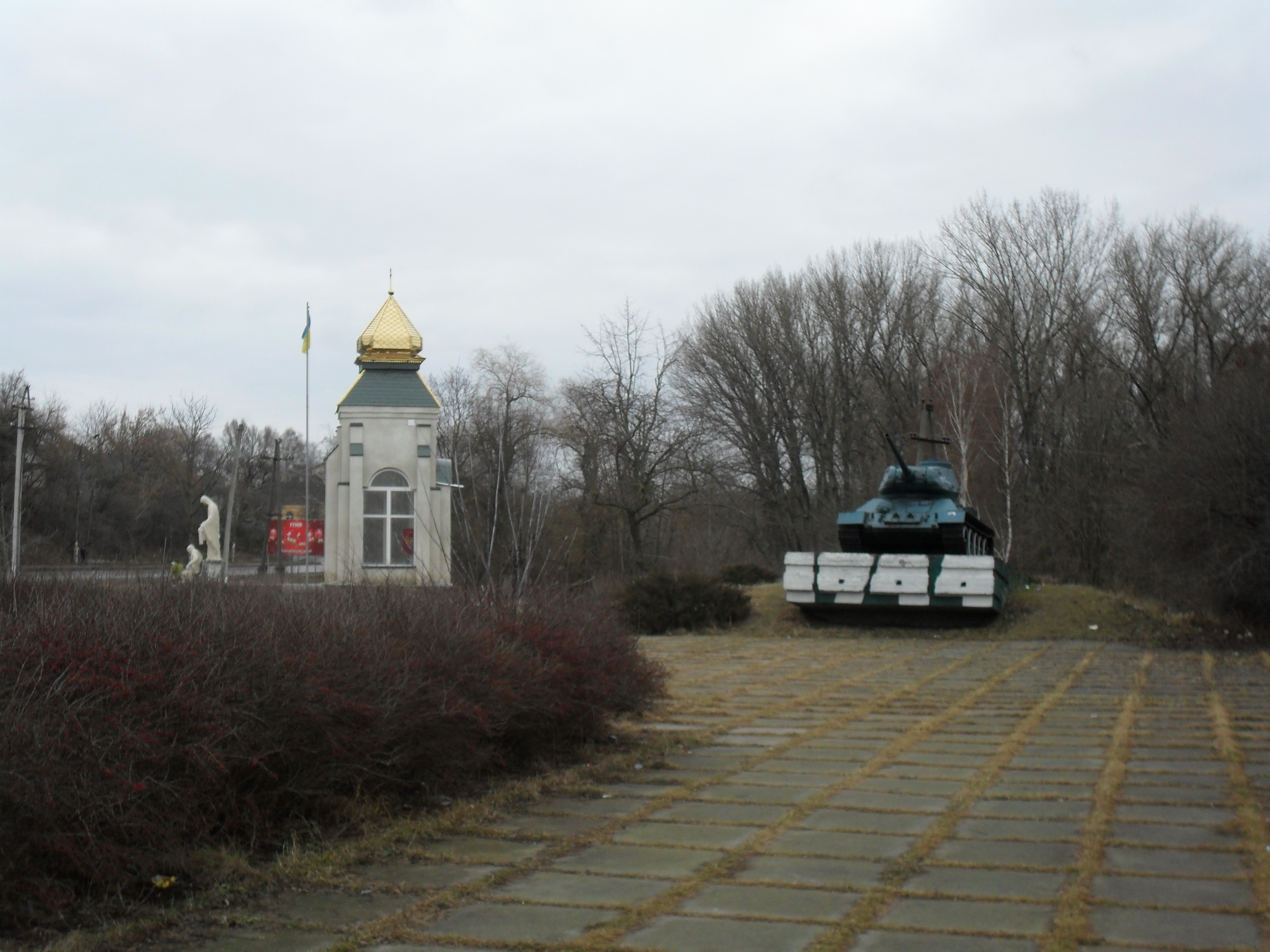
Танк-памятник в Чорткове